# ProCyclingStats
ProCyclingStats is een database voor wieleruitslagen en -statistieken, opgericht in Nederland in 2013. De site heeft een breed aanbod met uiteenlopende statistieken, cijfers en weetjes. Tevens biedt de site voor sommige koersen een liveverslag aan, voorzien van actuele cijfers en statistieken. Dit wordt LiveStats genoemd. Ook organiseert de site de zogenoemde ProCyclingStats Game, een spel waarin voor elke koers men favorieten kan aanwijzen en punten kan scoren.
Oprichter Van der Zwan is vaak te vinden langs de kant van een koers, met kenmerkende camper. Vaak is deze tijdens de televisie-uitzending te zien en in LiveStats is in het etappeprofiel te zien waar de camper staat. Voorafgaand aan de Ronde van Frankrijk van 2025 werd het bedrijf door de ASO, de organisator van onder andere de Tour, verboden om met zichtbare logo's langs de kant van de weg van hun wedstrijden te staan.

## Wielerploeg
In de herfst van 2017 nam een wielerploeg van ProCyclingStats, met Cambodjaanse licentie, deel aan twee koersen in Indonesië. In de Ronde van Ijen won Jos Koop namens de ploeg het puntenklassement. Twee maanden later was de derde plaats van Matej Drinovec de beste klassering in de Ronde van Singkarak.

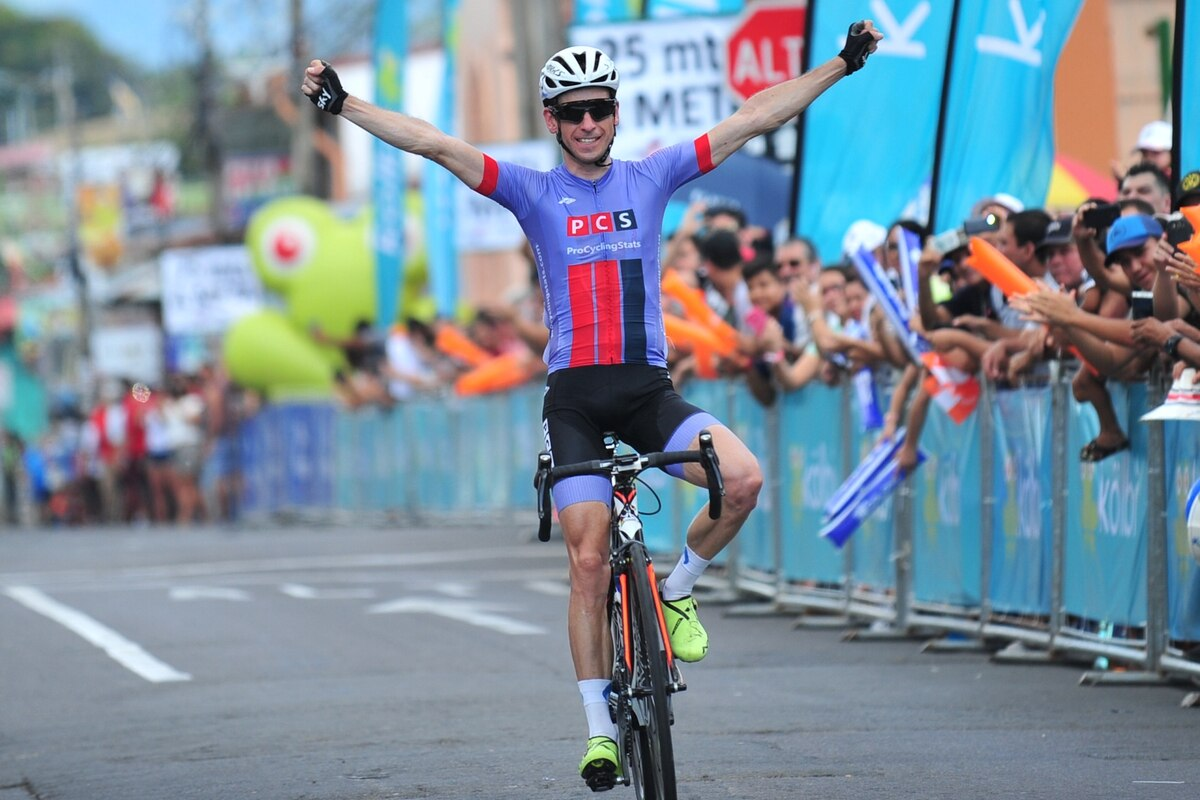
Reinier Honig wint de tweede etappe in de Ronde van Costa Rica.

In december 2019 won Reinier Honig namens de ploeg de tweede etappe in de Ronde van Costa Rica, door solo aan te komen in Esparza. In het eindklassement werd hij vierde.

## Favorite500
In december 2020 startte de site met de Favorite500, waarin gebruikers hun vijftien favoriete wielrenners aller tijden kunnen insturen, om zo tot een lijst van de vijfhonderd meest geliefde wielrenners te komen. De eerste winnaar van de eindejaarsverkiezing, die gebaseerd is op de Top 2000, was de Slowaak Peter Sagan. Hieronder de volledige lijst met winnaars: